# Chilobrachys
Chilobrachys (лат.) — род пауков из семейства пауков-птицеедов (Theraphosidae), обитающих в Индии, Китае и странах Юго-Восточной Азии.

## Классификация
По данным Всемирного каталога пауков, на апрель 2016 года в род входят следующие виды:
- Chilobrachys andersoni (Pocock, 1895) — Индия, Мьянма, Малайзия
- Chilobrachys annandalei Simon, 1901 — Малайзия
- Chilobrachys assamensis Hirst, 1909 — Индия
- Chilobrachys bicolor (Pocock, 1895) — Мьянма
- Chilobrachys brevipes (Thorell, 1897) — Мьянма
- Chilobrachys dyscolus (Simon, 1886) — Вьетнам
- Chilobrachys femoralis Pocock, 1900 — Индия
- Chilobrachys fimbriatus Pocock, 1899 — Индия
- Chilobrachys flavopilosus (Simon, 1884) — Индия, Мьянма
- Chilobrachys fumosus (Pocock, 1895) — Индия
- Chilobrachys guangxiensis[англ.] (Yin & Tan, 2000) — Китай
- Chilobrachys hardwickei (Pocock, 1895) — Индия
- Chilobrachys himalayensis (Tikader, 1977) — Индия
- Chilobrachys huahini Schmidt & Huber, 1996 — Таиланд
- Chilobrachys hubei Song & Zhao, 1988 — Китай
- Chilobrachys khasiensis (Tikader, 1977) — Индия
- Chilobrachys liboensis Zhu & Zhang, 2008 — Китай
- Chilobrachys nitelinus[англ.]typus Karsch, 1892 — Шри-Ланка
- Chilobrachys oculatus (Thorell, 1895) — Мьянма
- Chilobrachys paviei (Simon, 1886) — Таиланд
- Chilobrachys pococki (Thorell, 1897) — Мьянма
- Chilobrachys sericeus (Thorell, 1895) — Мьянма
- Chilobrachys soricinus (Thorell, 1887) — Мьянма
- Chilobrachys stridulans (Wood Mason, 1877) — Индия
- Chilobrachys thorelli Pocock, 1900 — Индия
- Chilobrachys tschankoensis Schenkel, 1963 — Китай